# Marvin Humes
Pour les articles homonymes, voir Humes.
Marvin Humes, né Marvin Richard James Humes, le 18 mars 1985 à Londres, au Royaume-Uni, est un chanteur, auteur, acteur et présentateur de télévision anglais. Marvin a été un membre du groupe VS, avant de faire partie du boysband anglais JLS. Depuis 2014, il coprésente l'émission The Voice UK avec Emma Willis.

## Biographie
Marvin épouse Rochelle Wiseman, membre du groupe britannique The Saturdays, le 27 juillet 2012 au Blenheim Palace. Ensemble, ils ont deux filles.